# Hareid
Hareid er en kommune og en by på øen Hareidlandet i Møre og Romsdal fylke i Norge. Den grænser i vest til Ulstein. Ellers er den omgivet af økommunerne Giske og Sula i nord og øst, og over Vartdalsfjorden af Ørsta.
I kommunen ligger stederne:
- Bigset
- Brandal
- Hjørungavåg

Slaget ved Hjørungavåg (Hjörungavágr)var et slag, med lige dele historisk og legendarisk baggrund. Det var i slutningen af 900-tallet, muligvis i år 986, og stod mellem ladejarlerne i Trøndelag, Håkon Jarl og sønnen Erik Jarl, og en dansk invasionsflåde sendt af den danske konge Svend Tveskæg, støttet af de frygtede Jomsvikinger